# Grup COMSA
Grup COMSA era una empresa catalana de construcció i infraestructures, que tenia històricament com a activitat principal realitzar obres d'infraestructura ferroviària. Més tard, el negoci es va expandir a construccions en general i obres d'infraestructura.
Des de la dècada de 1990 el grup ha diversificat en altres àrees de negoci. La majoria dels treballadors del grup es trobaven a Espanya, amb un 40% en altres països. Les altres dues àrees principals en nombre d'empleats són Austràlia i Polònia.
Al juliol de 2009 el Grup COMSA i EMTE SA (Estudios, Montajes y Tendidos Eléctricos) es van unir per formar COMSA EMTE.

## Història

### COMSA
Els inicis del grup es remunten al 1891, quan amb el nom de «Construccions Miarnau», Josep Miarnau Navàs va fundar, una petita societat centrada en els treballs de manteniment de la xarxa de vies de ferrocarril i la renovació d'estacions. Va obrir les oficines a Barcelona, al carrer d'Aragó, i treballava en les línies de ferrocarril de Tarragona-València i Tarragona-Reus-Lleida. Casat amb una vila-secana, Dolors Ciurana Solé, van anar a viure a Reus on van aixecar el Mas del Miarnau, (avui unes dependències de la URV). A la mort del fundador el 1934, els hereus la van transformar en societat anònima amb el nom de «Hijos de José Miarnau Navás», i van traslladar la seu de Reus a Barcelona. El 1940 va diversificar el negoci entrant a la construcció d'obres d'enginyeria civil com carreteres i ponts, i també en la construcció d'edificis, participant en la renovació del Carrer d'Aragó, l'ampliació del Port de Barcelona o el Palau Sant Jordi.
Per la dècada de 1980, la companyia havia crescut des de la seva base a Catalunya i tenia projectes a Astúries, Andalusia, Galícia i Castella i Lleó, i també havia entrat en el sector immobiliari i empreses agregades. La dècada de 1990 va portar una major diversificació, així com l'inici d'una presència internacional amb una filial Fergrupo a Portugal.

## Estructura de l'empresa i activitats

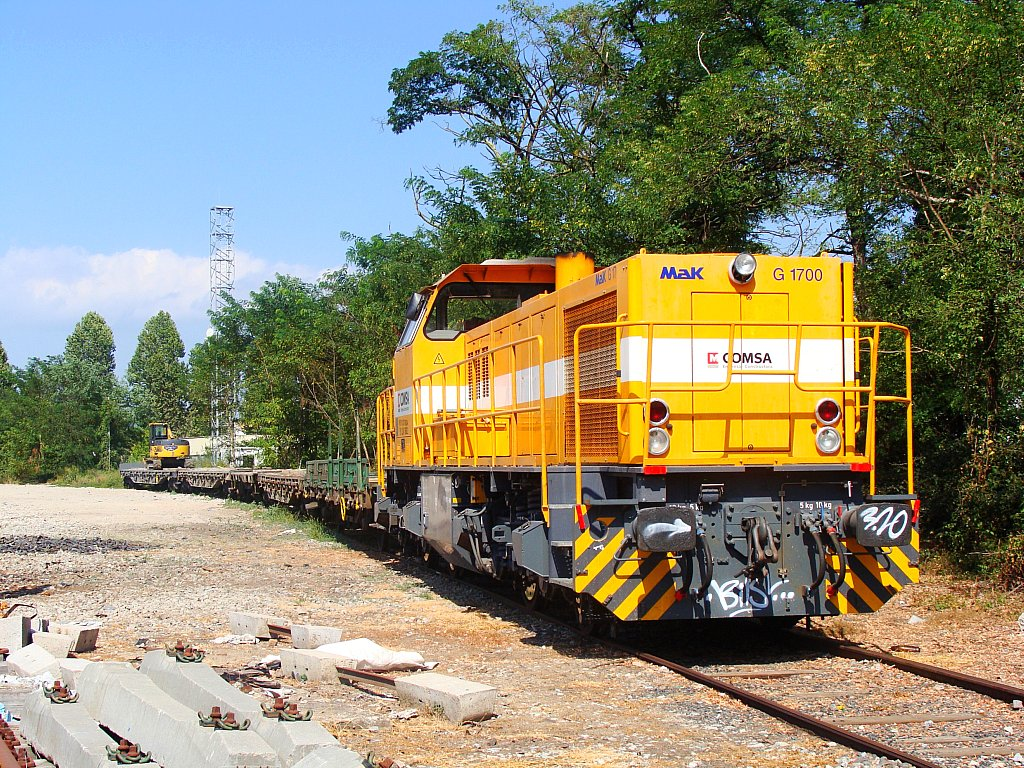
Locomotora COMSA classe 317 a l'estació de Caldes de Malavella (2010)

Les principals empreses ferroviàries i d'infraestructures a Espanya es van organitzar dins l'empresa COMSA Empresa Constructora.
A Espanya COMSA va dur a terme tots els aspectes de la construcció del ferrocarril des de la planificació fins a la construcció i el manteniment; els projectes de perfil alt inclouen treballs sobre la infraestructura de l'enllaç d'alta velocitat d'Astúries en la línia Vitòria-Bilbao. Un altre treball va incloure la construcció d'apartadors per a empreses com BASF, Ford Espanya, Repsol Butano i Volkswagen, la fabricació de material rodant i la construcció del tallers i projectes d'electrificació.
En el camp de la construcció en general el grup s'encarrega de construir carreteres, ponts, projectes industrials, edificis públics i d'oficines, així com de la creació d'infraestructures d'aigua, ports i aeroports.
A més, a través de filials sota l'organització paraigua COMSA Medio Ambiente l'empresa s'encarrega de la gestió d'aigües residuals i residus industrials i urbans, el reciclatge, la gestió de residus perillosos, a més d'estar involucrada en projectes d'energia renovable, que inclouen parcs eòlics, tecnologies fotovoltaiques i de bio-digestió.

### Logística

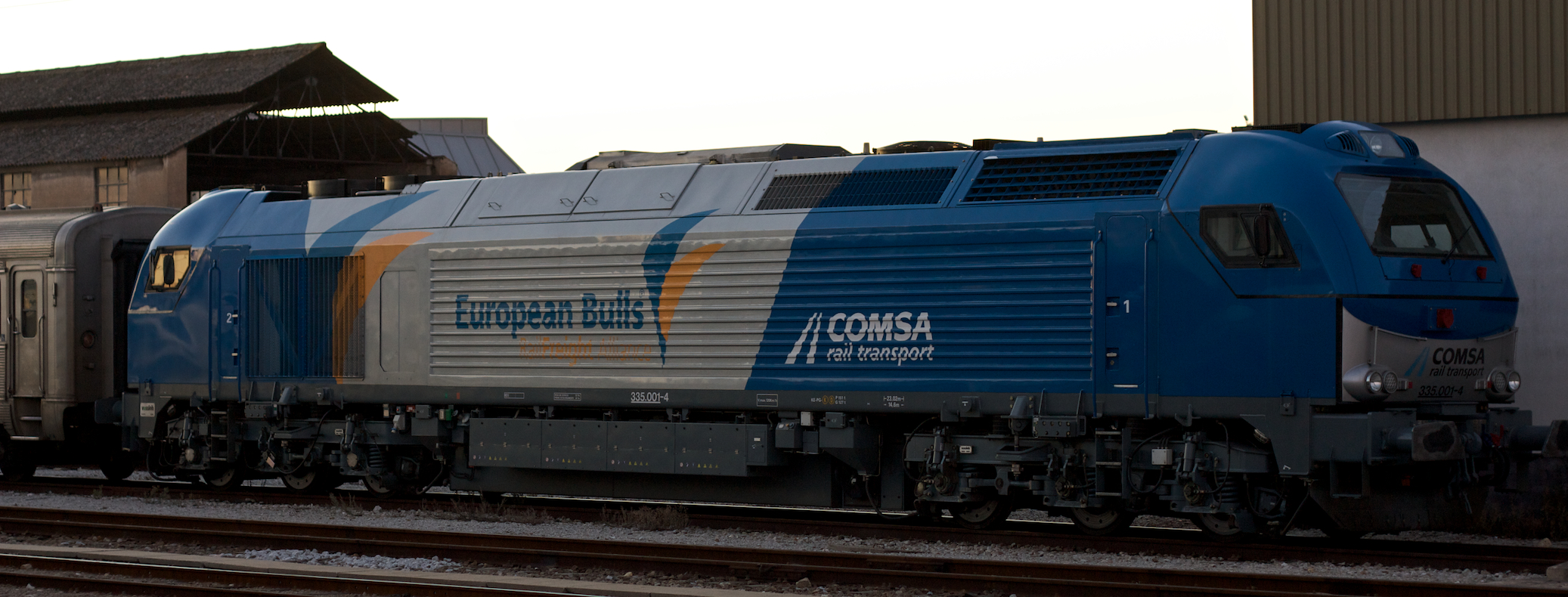
Una locomotora COMSA Vossloh Euro aturada a l'estació de tren d'Entroncamento a Portugal

COMSA Rail Transport es va posar en marxa l'any 2002 i va ser la primera empresa privada a Espanya per adquirir la llicència per al sistema desmonopolitzat de ferrocarril. La filial opera a Polònia com a 'Fer Polska'.
L'empresa GMF (Gestión de Maquinaria Ferroviaria) fabrica els grups de material rodant, i també l'equip d'infraestructura de via (picons de pista, etc.).

### Altres activitats empresarials
- Les empreses 'CUMESA' i 'Ubladesa' van participar en l'explotació de pedreres i l'extracció d'àrids
- 'TRAVIPOS', una joint venture amb Rail.One GmbH produeix travesses de formigó prefabricades i altres estructures per a la indústria ferroviària.[6]

## Operacions internacionals[1][4]
Empreses subsidiàries operen a Polònia, Portugal, Argentina, Austràlia i Xile:

### Argentina
La filial d'estructures ferroviàries COMSA de Argentina es va crear en 1994.

### Austràlia
COMSA tenia una participació del 40% a 'MVM Rail Pty Ltd' (mentre que Macmahon Holding té un 60%). L'empresa aplega la majoria dels aspectes de l'obra d'infraestructura ferroviària, incloent la senyalització i la instal·lació de cable aeri. Fora d'Austràlia MVM va treballar en projectes ferroviaris en els països d'Àsia sud-oriental. La companyia va ser fundada el 1992 per COMSA i Valditerra d'Itàlia.

### Xile
La filial d'estructures ferroviàries COMSA de Chile es va crear en 1995.

### Polònia
COMSA té la participació majoritària en tres filials que componen l'empresa Trakcja Polska:
- PKRE - participa en el disseny i implementació de sistemes d'energia elèctrica en ferrocarrils.
- PKRiI (Przedsiębiorstwo Robót Kolejowych i Inżynieryjnych SA) la línia principal de negoci de les empreses va ser la instal·lació de vies del tren i infraestructures associades.
- PRK7 (Przedsiębiorstwo Robót Komunikacyjnych 7 S.A) es va convertir en part de Trakcja Polska el 2007; l'empresa està especialitzada en la construcció d'edificis públics i la fabricació i reparació de raïls i trams de via.

### Portugal
Fergrupo (FERGRUPO, Construções e Técnicas Ferroviárias, S.A.) es va crear en 1989 com a venture entre els accionistes COMSA, la italiana Valditerra Spa i l'empresa portuguesa R. Delerue. La companyia porta a terme tots els aspectes dels projectes de construcció i manteniment d'infraestructures ferroviàries.